# Janusz Cegiełła
Janusz Wojciech Cegiełła (ur. 28 czerwca 1926 w Łodzi, zm. 26 grudnia 2011 w Warszawie) – pianista, organizator życia muzycznego, dziennikarz i krytyk muzyczny, scenarzysta filmowy i telewizyjny, popularyzator muzyki.

## Życiorys
Rodzice-   Jan Romuald i Apolinaria z Kaweckich - byli zamożnymi przedsiębiorcami handlowymi i przemysłowcami, a przy tym miłośnikami muzyki, dzięki czemu ich syn mógł uczyć się u Anny Maciańskiej, wybitnej pedagog, uczennicy Aleksandra Michałowskiego i Józefa Śliwińskiego. Poza tym odbierał normalną edukację, i w czerwcu 1939 roku ukończył Szkołę powszechną przy Prywatnym Gimnazjum Męskim Aleksego Zimowskiego w Łodzi.
Wojnę spędził z rodzicami w Warszawie. Początkowo kontynuował edukację w Gimnazjum im. Jana Zamoyskiego, następnie na tajnych kompletach – latem 1944 roku złożył egzamin maturalny (zatwierdzony jesienią 1945 roku przez Państwową Komisję Weryfikacyjną w Warszawie). Podczas wojny podjął również próby kontynuacji kształcenia muzycznego pod kierunkiem prof. Anny Maciańskiej, prof. Hanny Domagalskiej i prof. Jerzego Lefelda (ucznia Aleksandra Michałowskiego w klasie fortepianu i Romana Statkowskiego w klasie kompozycji).
W czasie wojny był żołnierzem AK, pseudonim „Rawicz”, najpierw w Szarych Szeregach, od 1943 roku w charakterze polowego sprawozdawcy i fotografika w Biurze Informacji i Propagandy Komendy Głównej Armii Krajowej. Wyróżniony pochwałą przez pułkownika Jana Rzepeckiego „Wolskiego” i awansowany do stopnia sierżanta. Brał udział w powstaniu warszawskim. Po kapitulacji powstania przedostał się do Milanówka. Podczas próby przejścia Wisły na szlaku Konstancin – Świdry Wielkie, z grupą BIP KG AK, został zatrzymany przez żołnierzy LWP i uwięziony. Zwolniono go jesienią 1945 roku. W 1959 roku, podczas ubiegania się o paszport, Ministerstwo Spraw Wewnętrznych zastosowało szantażem próbę werbunku Cegiełły na TW, ale wobec jego odmowy cofnięto mu kontrakt zagraniczny i zwolniono z Pagartu.
Po powrocie do Łodzi studiował na Wydziale Prawno-Ekonomicznym Uniwersytetu Łódzkiego i w Konserwatorium Łódzkim, gdzie kształcił się pod kierunkiem prof. Antoniego Dobkiewicza, prof. Hanny Ilcewicz, prof. Władysława Raczkowskiego (ucznia Zdzisława Birnbauma, Felicjana Szopskiego i Juliusza Wertheima), prof. Kazimierza Jurdzińskiego, prof. Franciszka Wesołowskiego (ucznia Kazimierza Sikorskiego i Bronisława Rutkowskiego).
W tym czasie pracował w polskiej YMCA w Łodzi przy organizacji koncertów, gdzie był jednym ze współzałożycieli jazzowego środowiska znanego jako „Koło Melomanów”, które przekształciło się w późniejszym czasie w zespół jazzowy Melomani. W Melomanach grali między innymi Jerzy Duduś Matuszkiewicz, Andrzej Trzaskowski, Krzysztof Komeda i Zbigniew Namysłowski. Pracował również jako pianista w Szkole Rytmiki i Tańca Artystycznego Janiny Mieczyńskiej, gdzie zastępował chorego prof. Tomasza Kiesewettera.
Po zakończeniu studiów wyjechał do Szczecina, gdzie organizował orkiestrę symfoniczną, następnie przekształconą w Państwową Filharmonię im. Mieczysława Karłowicza w Szczecinie. Występował również jako pianista, między innymi w duecie fortepianowym ze Stefanem Gościniakiem, dyrygentem Filharmonii Szczecińskiej. W latach 1955–1958 kierował Biurem Koncertowym Filharmonii Łódzkiej. W latach 1962–1965 był kierownikiem działu artystycznego Teatru Wielkiego w Warszawie za kadencji Bohdana Wodiczki. Do 1970 roku współpracował z filharmoniami w Katowicach, Bydgoszczy, Poznaniu, Lublinie, Gdańsku, Rzeszowie. Łącznie we wszystkich filharmoniach wystąpił ponad 6000 razy. Zdobył wówczas sławę popularyzatora muzyki i komentatora programów symfonicznych. Od 1972 roku był przedstawicielem Polski w Internationales Musikzentrum w Wiedniu. W latach 1973–1974 pełnił funkcję naczelnego dyrektora muzycznego Polskiego Radia i Telewizji. W 1979 roku został powołany na stanowisko dyrektora Opery – Teatru Wielkiego w Łodzi.
Jako popularyzator muzyki zainicjował w poznańskiej TVP cykl „Stereo i w kolorze”, był także twórcą programów „Przeboje mistrzów”, „Słuchamy i patrzymy”, „Żywoty instrumentów”. Był autorem ponad 120 scenariuszy filmowych i telewizyjnych.
Od 1982 roku Cegiełła publikował felietony muzyczne w dzienniku „Rzeczpospolita”, pisywał też regularnie do „Kultury” i „Ruchu Muzycznego”.
Był biografem Aleksandra Tansmana. W 1986 roku opublikował pierwszą monografię o tym kompozytorze – książka obejmowała życie i twórczość artysty w latach 1897–1939. W 1996 roku opublikował kompletną biografię Aleksandra Tansmana, w dwu tomach, obejmującą cały okres życia i twórczości kompozytora (1897-1986).
Był członkiem Światowego Związku Żołnierzy Armii Krajowej, odznaczony Warszawskim Krzyżem Powstańczym, posiadał Odznakę Pamiątkową „Akcji Burza”.
W 2006 roku został odznaczony Złotym Medalem „Zasłużony Kulturze Gloria Artis”.

## Życie prywatne
W 1948 roku poślubił Zofię Małgorzatę Szymochównę, w 1945 roku słuchaczkę Studia Dramatycznego przy Teatrze Miejskim w Łodzi (w gronie wykładowców i egzaminatorów udzielających uprawnień znajdowali się m.in. Aleksander Zelwerowicz, Juliusz Osterwa, Jerzy Kreczmar), następnie aktorkę Teatrów Powszechnego i Nowego w Łodzi. Mieli syna Piotra.

## Wybrane publikacje
- Szkice do autoportretu polskiej muzyki współczesnej: rozmowy z kompozytorami, Kraków 1976.
- Pamiętnik Starosądeckich Festiwali Muzyki Dawnej 1975–1979, Kraków 1980.
- Przeboje mistrzów, Warszawa 1981.
- Muzyka jak tęcza..., „Kultura” 1985, nr 22, s. 13.
- Dziecko szczęścia. Aleksander Tansman i jego czasy, Warszawa 1986 (ss. 518).
- Jarosław Iwaszkiewicz o Karolu Szymanowskim, „Ruch Muzyczny” 1988, nr 8, s. 3.
- Dziecko szczęścia. Aleksander Tansman i jego czasy, Tom I (ss. 418) i II (ss. 466), Łódź 1996.
- Moja droga do Tansmana: w 100-lecie urodzin kompozytora, „Rzeczpospolita” 1997, nr 131, s. 19.
- Przedmowa, [w:] Stanisław Wisłocki, Życie jednego muzyka [wspomnienia], Warszawa 2000.
- Muzyka, miłość i mitomani (wspomnienia), przedmowa Zdzisław Sierpiński, Warszawa 2012[13].